# Nouvelair Tunisie
Nouvelair Tunisie (arabe : الطيران الجديد تونس) (code AITA : BJ, code OACI : LBT) est une compagnie aérienne privée de Tunisie fondée sous le nom d'Air Liberté Tunisie le 6 octobre 1989. Elle est alors une filiale de la compagnie aérienne française Air Liberté.
Elle appartient au groupe TTS spécialisé dans le tourisme (transport, voyagiste et hôtellerie) et se trouve au 14e rang des plus grandes entreprises tunisiennes en 2006.

## Histoire

### Développement
Restructurée en 1995 et rebaptisée en 1996, sa flotte est jeune et composée uniquement d'Airbus A320 et d'Airbus A321. Pour parfaire la maintenance technique de cette flotte, la compagnie crée en 2001 une filiale franco-tunisienne (EADS Sogerma Tunisie) en partenariat avec EADS Sogerma (en) qui s'établit sur l'aéroport international de Monastir Habib-Bourguiba et respecte les normes européennes PART 145 délivrées par l'Agence européenne de la sécurité aérienne. Elle partage le marché tunisien (32 % des parts) avec le privé Karthago Airlines (20 %) et la compagnie nationale Tunisair (48 %).

### Acquisition de Karthago Airlines
En 2003, Nouvelair et Karthago Airlines nouent une alliance en matière d'assistance opérationnelle et d'exploitation de leurs flottes respectives. En août 2006, le PDG Aziz Miled et son homologue de Karthago Airlines, Belhassen Trabelsi, chargent la Compagnie financière Edmond-de-Rothschild d'étudier « la faisabilité d'un rapprochement » entre leurs deux compagnies. Cette décision est l'aboutissement de plus de deux mois de pourparlers secrets et pourrait permettre aux deux compagnies de supplanter Tunisair.
C'est à l'automne 2008 que la fusion des deux compagnies est décidée après l'approbation définitive le 30 mai de la parité d'échange des droits sociaux des deux compagnies et la suspension de la cotation de Karthago Airlines à la Bourse de Tunis, le 28 mai, à la suite d'une offre publique de retrait. Nouvelair détient dès lors 79 % du nouvel ensemble alors que le groupe Karthago détient les 21 % restants. Le 27 octobre 2008, Trabelsi est nommé PDG du nouvel ensemble qui garde la dénomination de Nouvelair. L'année suivante, Nouvelair acquiert KoralBlue Airlines, une société de Trabelsi basée en Égypte.

### Remise en cause

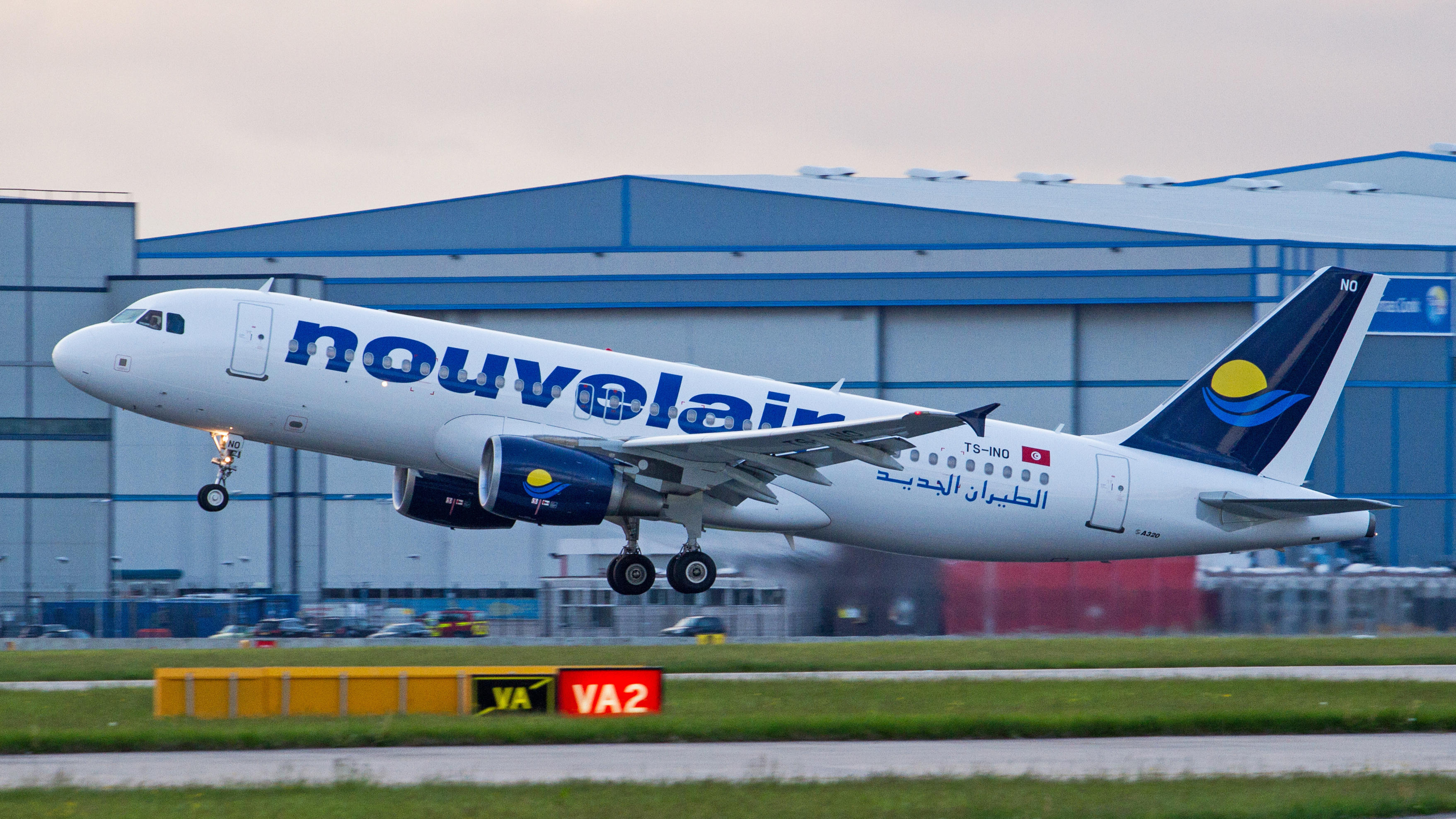
A320-214 (TS-INO) au décollage.

La nouvelle compagnie dispose alors d'une part de marché cumulée de 52 % et possède une flotte de 28 appareils. À la suite de la révolution de 2011, durant laquelle Trabelsi s'enfuit à l'étranger, Miled le remplace comme PDG et la holding publique El Karama Holding récupère ses parts dans la société. Cette année-là, la compagnie voit le nombre de ses passagers chuter de 39 % et ses pertes atteindre 31 millions d'euros, chute influencée par la crise dans les pays d'Europe du Sud d'où proviennent la plupart de ses clients. Pour faire face à cette situation, le nombre d'appareils est ramené à onze, avec des sous-locations conclues avec des compagnies tchèques et africaines. En avril 2013, la compagnie ouvre une liaison régulière entre Tunis et Paris, s'éloignant ainsi des vols charters, son corps de métier jusque-là.

## Destinations
Nouvelair dessert plus d'une soixantaine de villes européennes à destination des principaux aéroports tunisiens.

### Afrique
- Alger[9]
- Casablanca

### Europe
- Amsterdam
- Ancône
- Genève
- Bâle-Mulhouse
- Belgrade
- Bergame
- Berlin
- Billund
- Bologne
- Bordeaux
- Bratislava
- Brest
- Bruxelles
- Budapest
- Catane
- Cologne
- Deauville
- Debrecen
- Dresde
- Düsseldorf
- Erevan
- Erfurt
- Francfort-sur-le-Main
- Gdańsk
- Hambourg
- Hanovre
- Helsinki
- Istanbul
- Katowice
- Košice
- Cracovie
- Kiev
- Liège
- Ljubljana
- Łódź
- Londres
- Lille
- Lyon
- Marseille
- Metz
- Milan
- Moscou
- Munich
- Nantes
- Nice
- Nuremberg
- Oslo
- Oulu
- Paris
- Poznań
- Prague
- Rome
- Salzbourg
- Sofia
- Saint-Pétersbourg
- Stockholm
- Strasbourg
- Stuttgart
- Szczecin
- Toulon
- Toulouse
- Varsovie
- Vérone
- Vienne
- Wrocław
- Zagreb
- Zurich

### Tunisie
- Djerba
- Monastir
- Sfax
- Tunis

## Incidents
Plusieurs incidents touchent des appareils de la compagnie durant l'année 2006 :
- 9 octobre : un Airbus A321 connaît un problème de train d'atterrissage après le décollage et perd une roue avant lors de l'atterrissage d'urgence à l'Aéroport international de Genève[10] ;
- 4 novembre : un Airbus A320 qui doit interrompre son décollage sur le tarmac du même aéroport à la suite de la découverte d'une fuite de kérosène au niveau de l'aile droite[11] ;
- 19 décembre : un Airbus A320 atterrit par erreur sur l'aérodrome militaire de Teleghma (Algérie) alors que l'appareil devait se poser sur l'aéroport de Sétif (Algérie)[12] ;
- 26 septembre 2008[13] : un Airbus A321 (TS-IQA) sort de la piste et s'arrête sur la pelouse de l'aéroport de Dortmund (Allemagne) sans faire de blessés.

## Flotte
La flotte de Nouvelair Tunisie est constituée en septembre 2023 de treize A320 :
| Modèle      | Image  | Immatriculation | Date de livraison |
| ----------- | ------ | --------------- | ----------------- |
| A320-214    | TS-INO | TS-INO          | 20 mai 2011       |
| A320-214    | TS-INR | TS-INR          | 18 juin 2014      |
| A320-214    | TS-INQ | TS-INQ          | 12 octobre 2015   |
| A320-214    | TS-INP | TS-INP          | 15 octobre 2016   |
| A320-214    | TS-INC | TS-INC          | 10 septembre 2018 |
| A320-214    | TS-INT | TS-INT          | 19 avril 2019     |
| A320-214    | TS-INU | TS-INU          | 15 juin 2019      |
| A320-214    |        | TS-IND          | 19 mars 2020      |
| A320-214    | TS-INH | TS-INH          | 22 mai 2020       |
| A320-214    |        | TS-INE          | 15 juillet 2021   |
| A320-214    |        | TS-INF          | 7 avril 2023      |
| A320-214    |        | TS-ING          | 18 mai 2023       |
| A320-214    |        | TS-INK          | 23 juillet 2023   |
| A320-251NEO |        | TS-INL          | 20 septembre 2024 |

La compagnie a notamment retiré de sa flotte deux Airbus A320-214 : le premier le 25 avril 2014 et le second le 1er mai 2014, tous deux rachetés par la compagnie allemande Germania.
| Modèle   | Image  | Immatriculation | Date de livraison |
| -------- | ------ | --------------- | ----------------- |
| A320-214 | TS-INA | TS-INA          | 6 décembre 1999   |
| A320-212 | TS-INF | TS-INF          | 26 mars 1999      |
| A320-214 | TS-INB | TS-INB          | 13 mars 2000      |
| A320-232 | TS-INS | TS-INS          | 13 avril 2007     |